# Instytut Anglistyki Uniwersytetu Marii Curie-Skłodowskiej

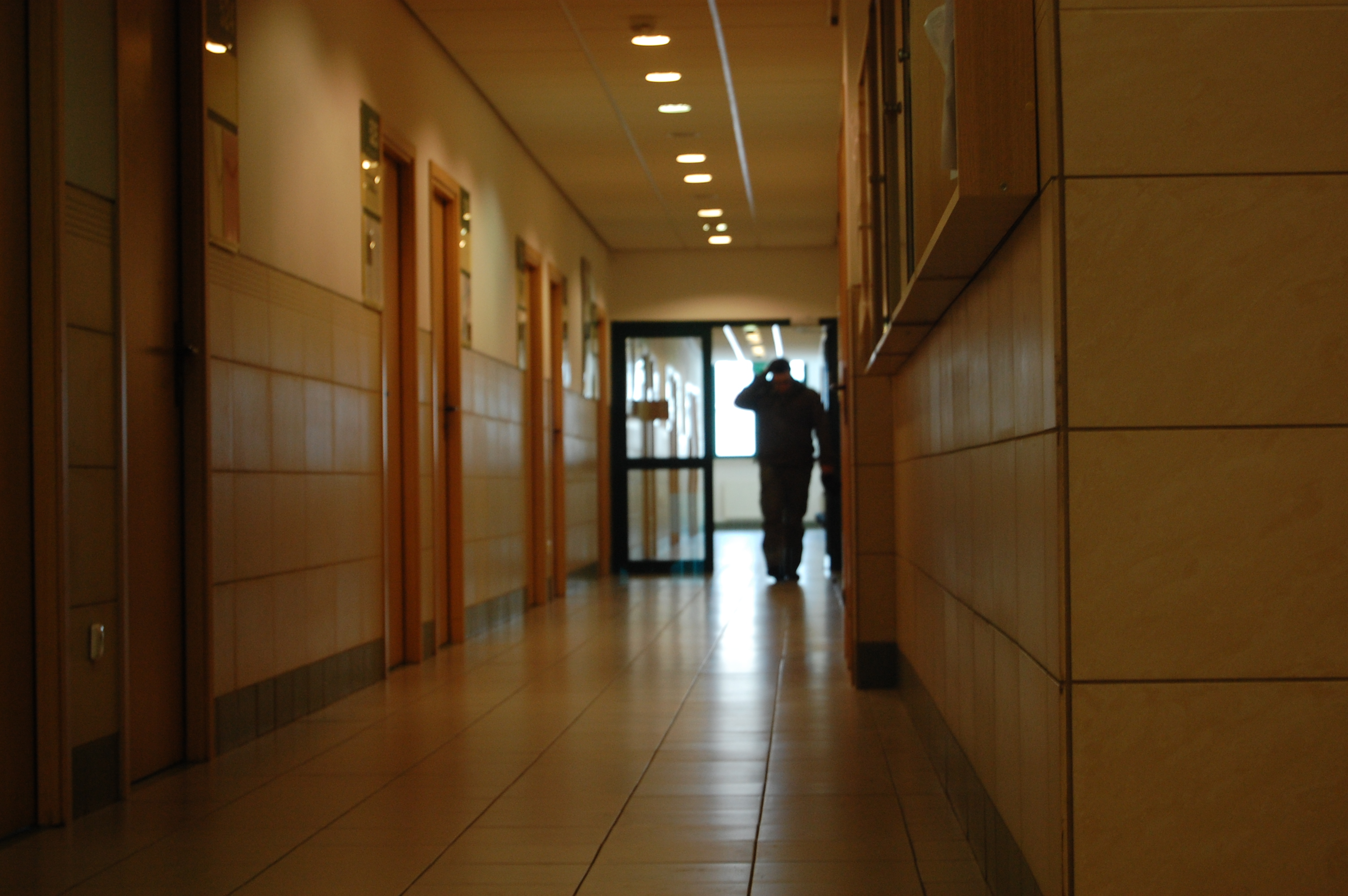
Instytut Anglistyki UMCS, 5. piętro w nowym budynku Wydziału Humanistycznego.

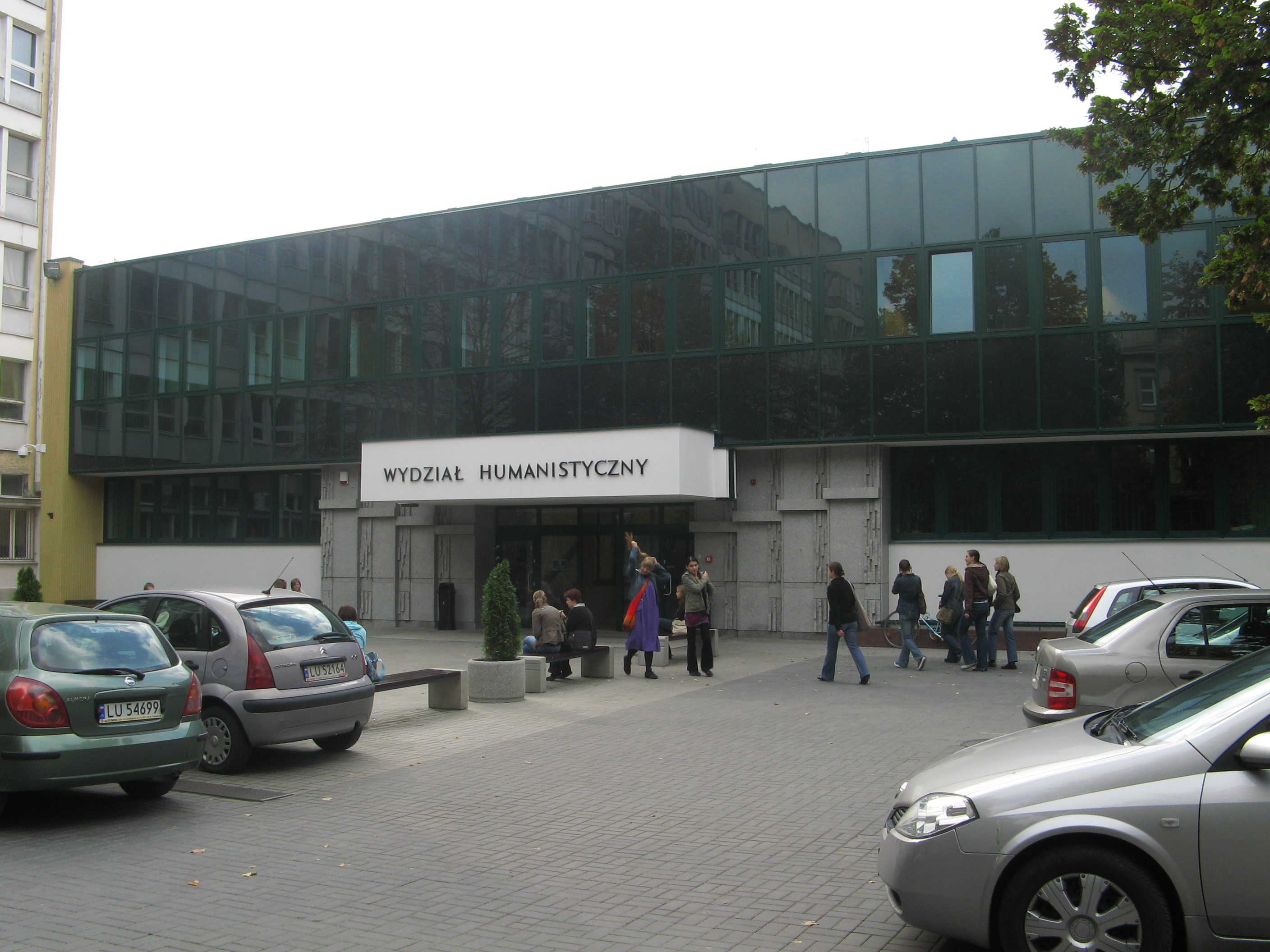
Główne wejście do nowego budynku Wydziału Humanistycznego UMCS.

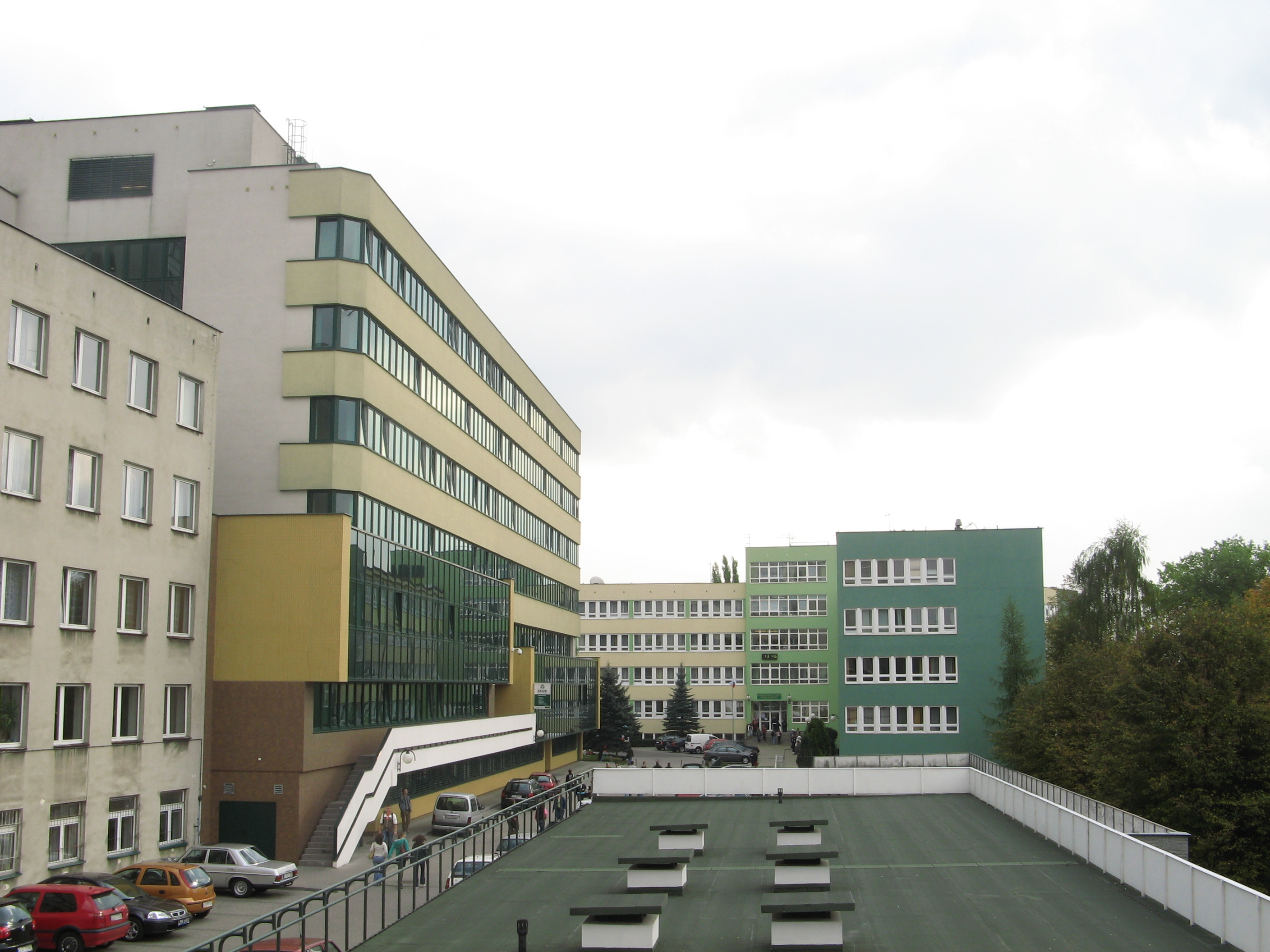
Nowy budynek Wydziału Humanistycznego UMCS (po lewej), na drugim planie budynek Uniwersytetu Przyrodniczego.

Instytut Anglistyki UMCS jest jednostką organizacyjną Wydziału Humanistycznego Uniwersytetu Marii Curie-Skłodowskiej w Lublinie. Prowadzi działalność dydaktyczną i badawczą związaną z semantyką, morfologią i historią języka angielskiego, historią literatury i kultury angielskiego obszaru językowego, studiami conradoznawczymi oraz dydaktyki i metodyki nauczania języka angielskiego.

## Informacje ogólne
- Adres: Pl. Marii Curie-Skłodowskiej 4a, 20-031 Lublin
- Dyrektor Instytutu: dr hab. Zbigniew Mazur[2] (od 2016)
- Zastępca Dyrektora: dr hab. Adam Głaz, prof. UMCS[1]

## Struktura Instytutu[3]
- Zakład Akwizycji i Dydaktyki Nauczania Języka Angielskiego
- Zakład Fonetyki i Fonologii
- Zakład Kultur Krajów Angielskiego Obszaru Językowego
- Zakład Językoznawstwa Kognitywnego
- Zakład Językoznawstwa Kulturowego
- Zakład Literatury Angielskiej
- Zakład Literatury Angloirlandzkiej
- Zakład Literatury i Kultury Amerykańskiej
- Zakład Studiów Amerykanistycznych
- Zakład Studiów Conradoznawczych
- Pracownia Badań Kanadyjskich

W roku akademickim 2014/2015 Instytut Anglistyki zatrudniał 5 profesorów tytularnych, 8 profesorów nadzwyczajnych, 3 adiunktów ze stopniem doktora habilitowanego, 25 pracowników ze stopniem doktora, 10 pracowników ze stopniem magistra, oraz jednego wykładowcę obcokrajowca, profesora nadzwyczajnego UMCS

## Historia
Od 1972 funkcje Dyrektora Instytutu Filologii pełnili:
- Prof. dr hab. Henryk Zins (1972–1975)
- Doc. dr hab. Walerian Świeczkowski (1975–1979)
- Doc. dr hab. Edmund Gussmann (1979–1980)
- Doc. dr hab. Walerian Świeczkowski (1981–1984)
- Doc. dr hab. Grażyna Bystydzieńska (1984–1989)
- Doc. dr hab. Henryk Kardela (1989–1990)
- Prof. dr hab. Artur Blaim (1990–2000)
- Prof. dr hab. Jerzy Durczak (2000–2003)
- Prof. dr hab. Henryk Kardela (2003–2012)
- Prof. dr hab. Przemysław Łozowski (2012–2016)